# Karoline Hochreiter
Karoline Hochreiter (* 29. März 1950 in Vöcklabruck) ist eine ehemalige österreichische Politikerin (BL), Psychologin und Psychotherapeutin. Sie war von 1989 bis 1999 Abgeordnete der Salzburger Grünen zum Salzburger Landtag.

## Ausbildung und Beruf
Hochreiter besuchte nach dem Kindergarten von 1956 bis 1960 die Volksschule Vöcklabruck und absolvierte danach von 1960 bis 1964 die Hauptschule in Vöcklabruck. Sie wechselte danach von 1964 bis 1967 an die Fachschule für wirtschaftliche Frauenberufe in Bad Ischl und arbeitete danach von 1967 bis 1971 als Redaktionssekretärin in Linz bei der Zeitschrift Welt der Frau und besuchte zudem von 1967 bis 1972 das Bundesgymnasium für Berufetätige in Linz. Sie legte im Jahr 1972 die Matura ab und studierte im Anschluss von 1972 bis 1973 Psychologie und Pädagogik an der Universität Wien. Danach setzte sie zwischen 1973 und 1982 ihr Studium der Psychologie, Psychopathologie und Psychiatrie an der Universität Salzburg fort und promovierte 1982 zum Doktor der Philosophie (Dr. phil.) Gleichzeitig absolvierte sie eine Psychodrama-Ausbildung am Moreno-Institut Überlingen am Bodensee.
Soe war von 1981 bis 1982 als Psychologin am Salzburger Kinderspital beschäftigt, danach arbeitete sie von 1984 bis 1986 als Psychologin bei der Mutterberatung der Stadt Salzburg. Sie schloss 1985 ihre Ausbildung als Psychotherapeutin ab und war in der Folge als freiberufliche Psychotherapeutin, Supervisorin und Lehrtherapeutin tätig. 2001 wurde sie Lehrtherapeutin der Fachsektion Psychodrama im ÖAGG, zudem fungierte sie von 2006 bis 2009 in Kooperation mit der Donau-Universität Krems als Leiterin des Fachspezifikums Psychodrama im ÖAGG. Seit 2009 ist sie ausschließlich in ihrer freien Praxis sowie als Lehrtherapeutin der Fachsektion Psychodrama im ÖAGG und als Lehrbeauftragte der Donau-Universität Krems tätig.

## Politik und Funktionen
Hochreiter ist seit 2006 Vorsitzende der Ausbildungseinrichtung der Fachsektion »Psychodrama« im Österreichischen Arbeitskreis für Gruppentherapie und Gruppendynamik (ÖAGG). Sie vertrat die Salzburger Bürgerliste zwischen 3. Mai 1989 und dem 26. April 1999 im Salzburger Landtag.

## Privates
Hochreiter wuchs in Vöcklabruck mit drei Geschwistern auf. Sie ist die Tochter eines Huf- und Wagenschmiedes und einer Hausfrau. Sie ist verheiratet und Mutter zweier Kinder.